# Ichthyophis atricollaris
Ichthyophis atricollaris är en groddjursart som beskrevs av Taylor 1965. Ichthyophis atricollaris ingår i släktet Ichthyophis och familjen Ichthyophiidae. IUCN kategoriserar arten globalt som otillräckligt studerad. Inga underarter finns listade i Catalogue of Life.